# Хёйгенс, Константейн
Константейн Хёйгенс (Хёйхенс, Гюйгенс, Гёйгенс, нидерл. Constantijn Huygens, МФА: [ˈkɔnstɑntɛin ˈɦœyɣə(n)s]; 4 сентября 1596, Гаага — 28 марта 1687, там же) — нидерландский поэт, учёный и композитор времён голландского «золотого века». Отец естествоиспытателя и математика Христиана Хёйгенса (Гюйгенса).

## Биография
Сын дворянина-дипломата, был воспитан в строгом кальвинистском духе. Поступив на дипломатическую службу, много путешествовал по Италии и Англии. Был секретарём двух принцев Оранского дома: Фридриха Генриха Оранского и Вильгельма II Оранского-Нассау.

## Творчество
Писал главным образом дидактические стихи — на нидерландском, латинском, английском, немецком, французском, итальянском и испанском языках. Его многочисленные произведения носят отчасти автобиографический («Daghwerk», 1638, «Hofwijck», 1653 и «Cluyswerk», 1683), отчасти дидактический характер, как «Costelick mal» (1622) — едкая сатира на поэта Якоба Катса, пансионария Мидделбурга, или «Oogentroost» (1646), где Хёйгенс выводит типы «нравственно слепых»; в произведении «Zee-straet» (1666) описывает бедственное положение рыбаков и роскошь отдыхающей у морского берега публики; в «Zede-printen» (1625) дана характеристика всех сословий его времени (от короля и придворных до крестьян и нищих). Но наиболее ценны его пословицы и эпиграммы (свыше 3 000), собранные ещё самим автором под заглавием «Васильки» (нидерл. «Korenbloemen», 1672).
Играл на множестве инструментов (на лютне, гитаре, виоле да гамба, клавесине), для которых написал большое количество музыкальных произведений. Свои занятия музыкой считал более важными, чем литературные изыскания. По его словам, литературой он занимался лишь в немногие свободные часы.
Был большим ценителем изобразительного искусства. В 1630-х годах поддерживал молодого тогда художника Рембрандта.
Имя Хёйгенса носит литературная премия (Constantijn Huygensprijs).

### В русском переводе
- Назидательные картинки. Пер. с нидерл. Е. Витковского. Томск — М.: Водолей Publishers, 2002.

## Фотографии

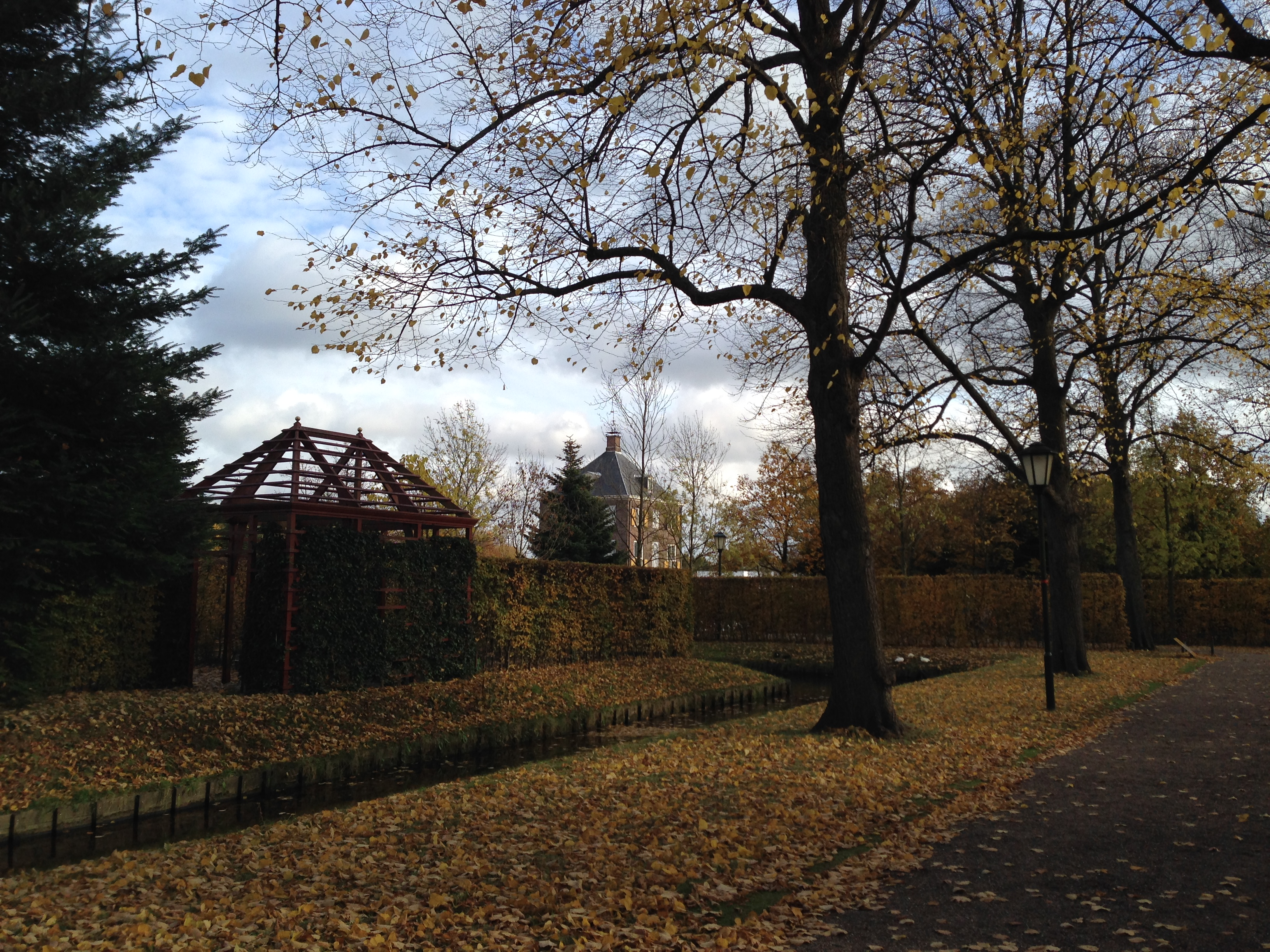
Хофвейк 1
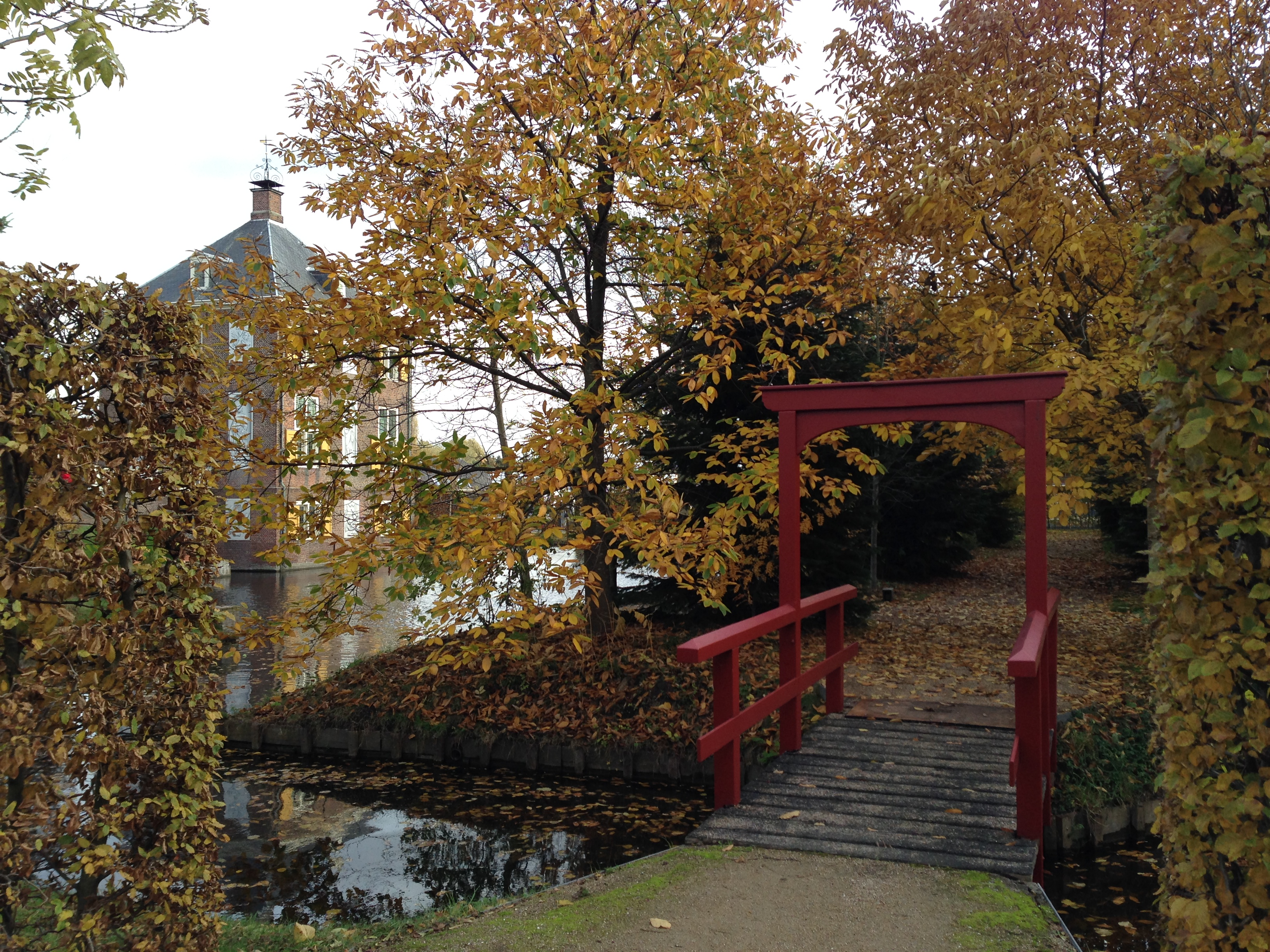
Хофвейк 2
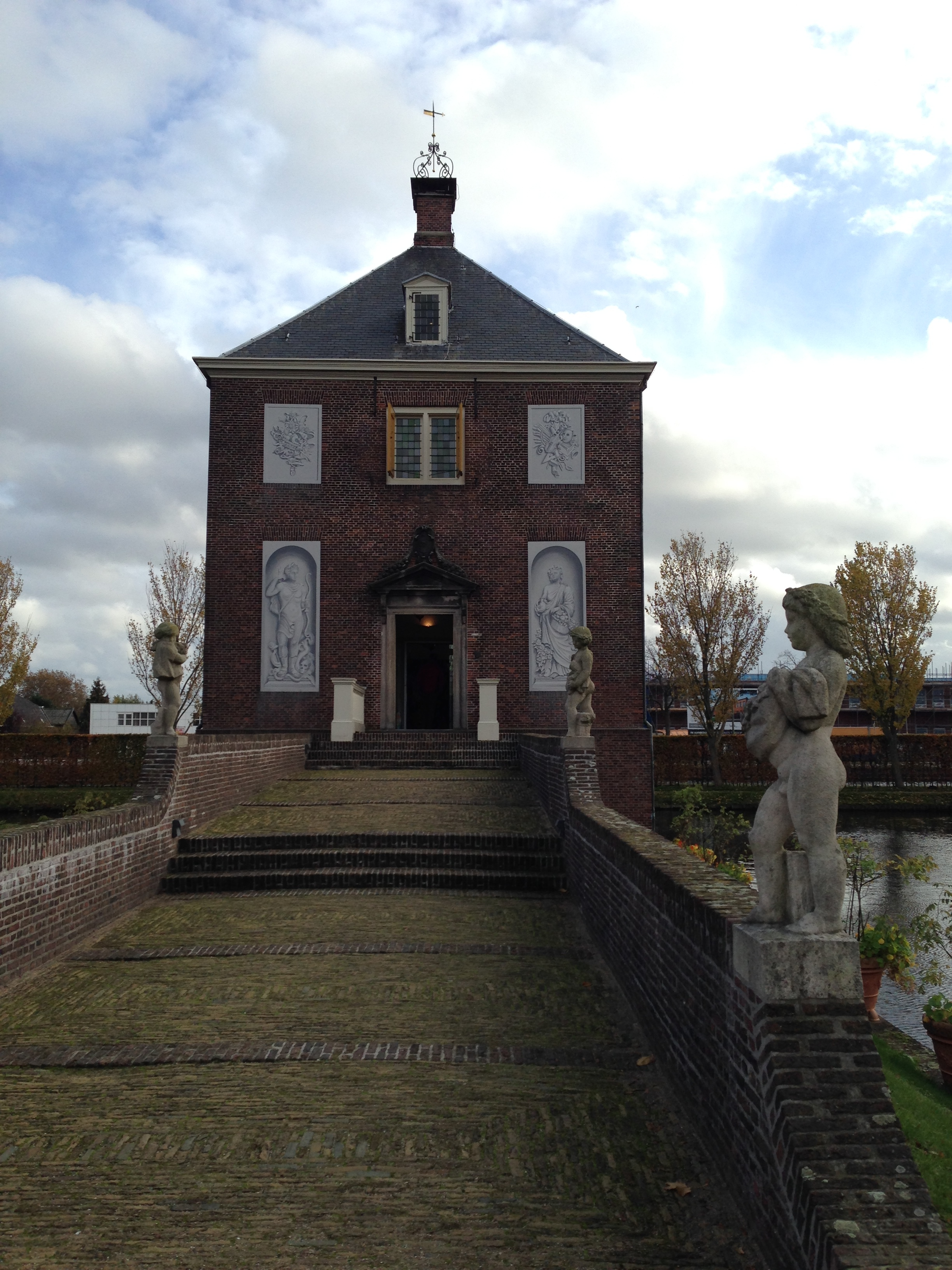
Хофвейк 3
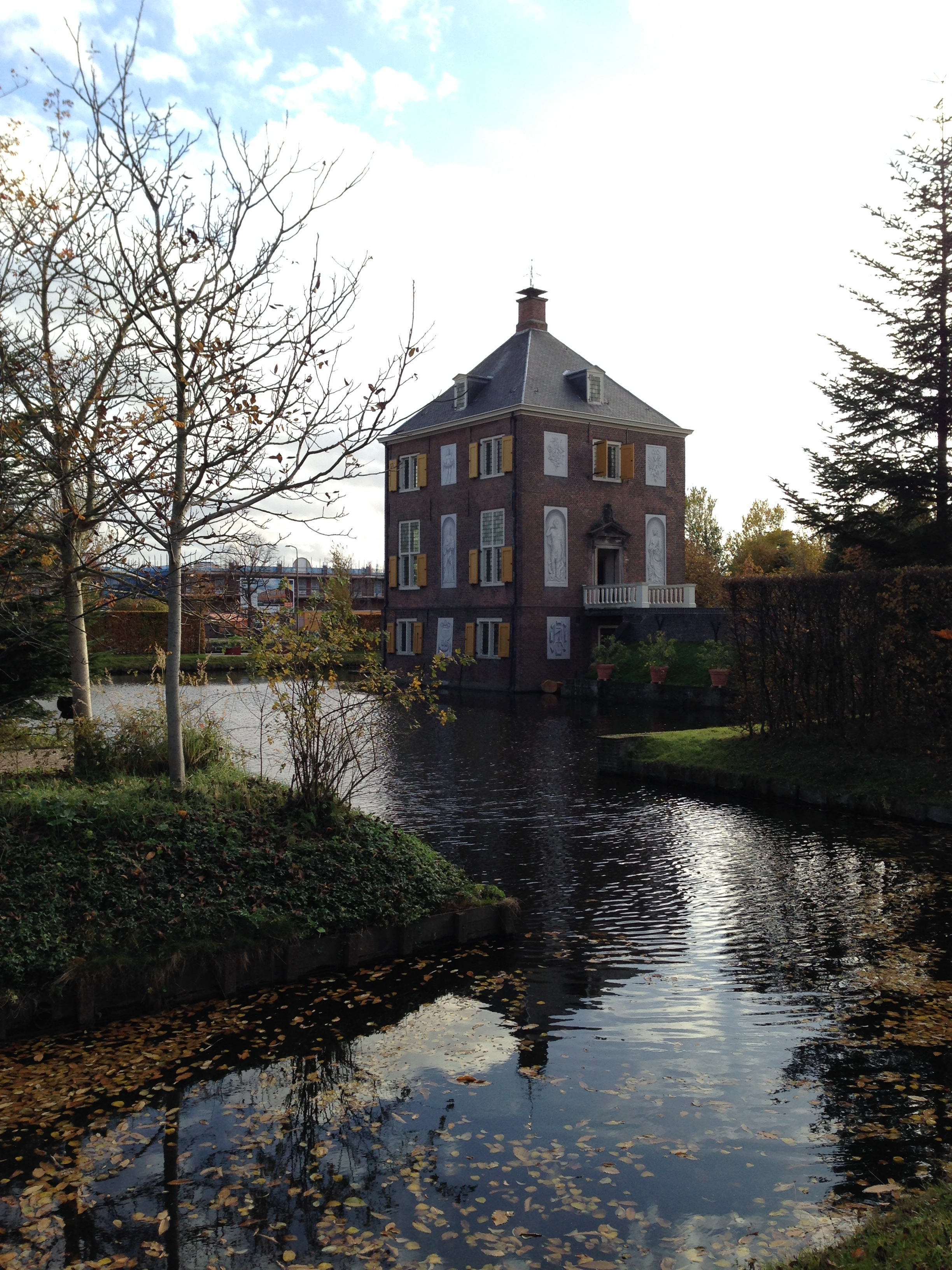
Хофвейк 4
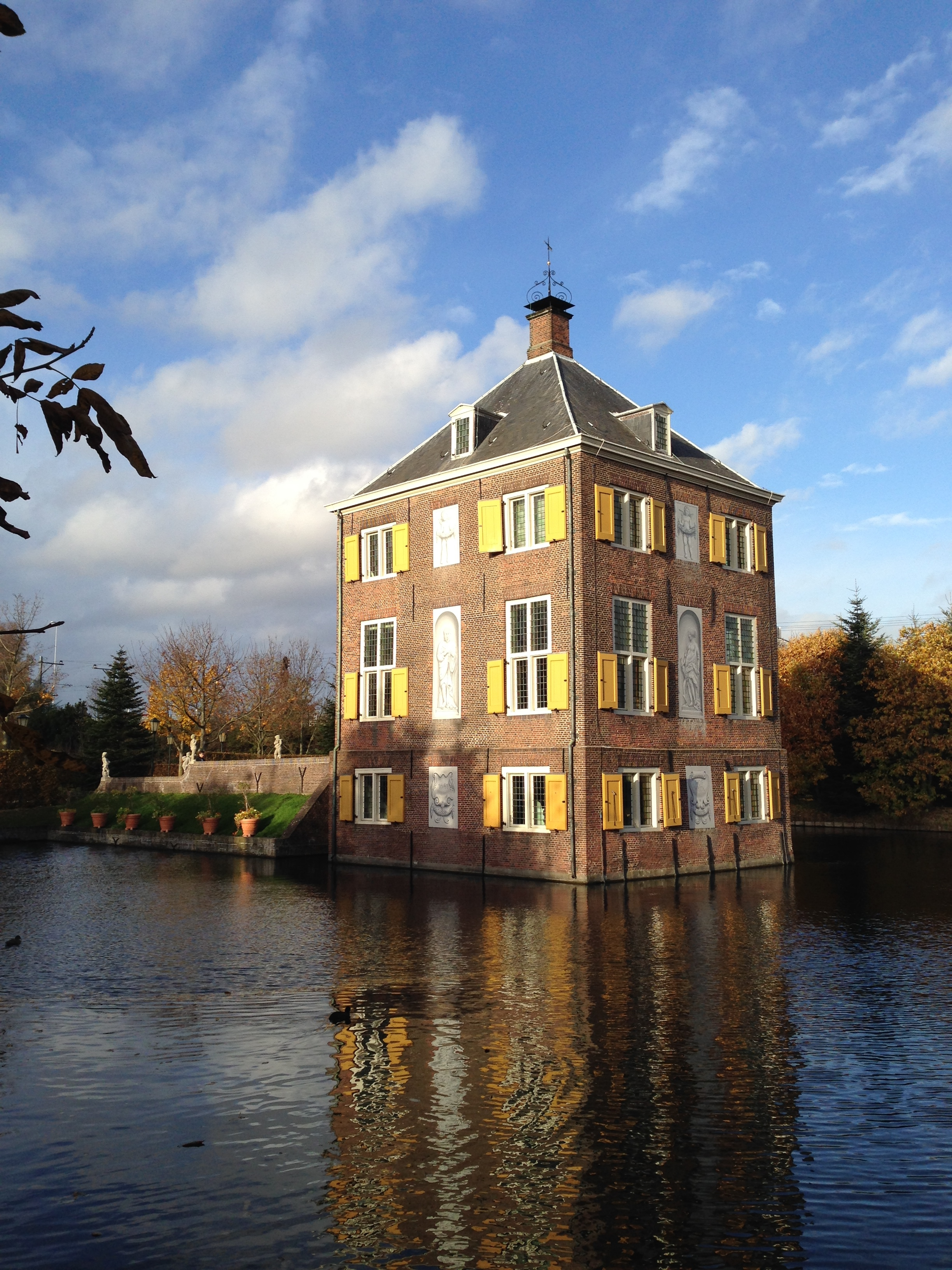
Хофвейк 5